# Paragetocera dilatipennis
Paragetocera dilatipennis es una especie de insecto coleóptero de la familia Chrysomelidae.
Fue descrita científicamente en 2004 por Zhang & Yang.